# Сентоса
Сентоса или Блаканг-Мати (на английски: Sentosa; на тамилски: செந்தோசா; на китайски: 圣淘沙) е малък остров, разположен в Централния регион на Сингапур.

Някога е използван като британска военна база и японски лагер за военнопленници. Преименуван е на Сентоса през 1972 г. Планира се да бъде туристическа дестинация. Сега е популярен курорт, който приема повече от 20 милиона посетители годишно. Атракциите включват 2 километра закътан плаж, Форт Силосо, 2 голф игрища, Мерлион, 14 хотела и световните курорти Сентоса, които разполагат с тематичния парк Universal Studios и едното от казината в Сингапур.

## Етимология
Името Сентоса се превежда като „мир и спокойствие“ на малайски език, което от своя страна е получено от санскритския термин Сентоша (संतोष), което означава „удовлетворение, задоволство“. По-рано Сентоса е известен като Пулау Блаканг Мати, което на малайски език означава „Островът на смъртта изотзад“.
Името Блаканг Мати е старо. Той е идентифициран с това име в картата на Мануел Годиньо де Ередия от 1604 г. в Сингапур. Други ранни препратки към остров Блаканг Мати са включени в картата на Уайлд от 1780 г., Пулау Ниру, Нирафа от 1690 до 1700 г. и референция от 19 век. Въпреки това, ранните карти не отделят Блаканг Мати от прилежащия остров Пулау Брани, така че не е сигурно за кой остров се отнасят предните карти.
Островът е променял името си няколко пъти. До 1830 г. той се е наричал Пулау Панджанг („дълъг остров“). Според Бенет (1834 г.) името Блаканг Мати е дадено само на хълма на острова от малайските селяни на острова. Малайското име за този остров буквално се превежда като „мъртъв гръб“ или „зад мъртвите“. Нарича се още „мъртъв остров“ или „остров на мъртвите“ или може би „остров на след смъртта“.

## География
Островът има площ от близо 5 квадратни километра. Намира се само на половин километър от южното крайбрежие на главния остров Сингапур. Това е четвъртият по големина остров на Сингапур (с изключение на основния остров). 70% от острова е покрит от вторични тропически гори, където живеят варани, маймуни, пауни, папагали, както и друга местна фауна и флора. Когато започва изграждането на курорта Сентоса, въздействието върху околната среда е сведено до минимум, над двеста дървета от определената зона са презасадени на други места на острова.
По-нататъшното развитие повлиява значително на биоразнообразието на острова, което води до загуба на голяма част от местната фауна и флора. Островът също има плаж с бял пясък, който влияе на рифа.